# 法斯-安傑拉省
35°44′N 5°40′W / 35.733°N 5.667°W
法斯-安傑拉省（عمالة الفحص أنجرة）
是摩洛哥的省份，位於該國北部，由丹吉爾-得土安-胡塞馬大區負責管轄，首府設於安傑拉，面積332平方公里，2004年人口97,295，人口密度每平方公里293人。